# John Ralston
John Ralston (ur. 9 października 1964 w Miramichi w Nowym Brunszwiku) – kanadyjski aktor filmowy i telewizyjny.

## Filmografia

### Filmy
- 2008: South of the Moon jako Matt Hawkins
- 2008: Głosy (A Near Death Experience) jako doktor William Shaw
- 2007: W szponach strachu (Kaw) jako Oskar
- 2007: Demons from Her Past jako Quentin
- 2006: Velvet Devil, The jako Jake
- 2004: Irlandzkie oczy (Irish Eyes) jako Paul Keaton
- 2004: Pusta kołyska (The Cradle Will Fall) jako doktor Richard Carroll
- 2003: Hurt jako ojciec Stevie
- 2003: Another Country jako Lloyd Chandler
- 2003: W obronie naszych dzieci (Defending Our Kids: The Julie Posey Story) jako Steve 42
- 2002: Władza i piękno (Power and Beauty) jako Frank Sinatra
- 2002: Mąż najlepszej przyjaciółki (Her Best Friend’s Husband) jako Elliott
- 2001: Mroczna dzielnica (Exit Wounds) jako Mulcahy's Date
- 2001: Khaled
- 2001: Sanktuarium (Sanctuary)
- 2000: Za wszelką cenę (Turn It Up) jako pani White
- 2000: Miłość jak ze snu (The Deadly Look of Love)
- 1999: Vanished Without a Trace jako Neil Farley
- 1998: Lodowe piekło (Ice) jako uzbrojony bandyta na lotnisku

### Seriale
- 2007: Flash Gordon jako Ming
- 2006: Oczy Angeli (Angela's Eyes) jako Ed Mulhall (gościnnie)
- 2006: Jane Show, The jako Cary
- 2005–2009: Derek kontra rodzinka (Life with Derek) jako George Venturi
- 2004: Gwiazda od zaraz (Instant Star) jako Don (gościnnie)
- 2004: Alicja w krainie prawa (This Is Wonderland) jako Len Taft (gościnnie)
- 2003–2005: Szczęśliwa karta (Wild Card) jako doktor Kadar (gościnnie)
- 2002–2003: Amatorzy przygód (Adventure Inc.) jako profesor Halpern (gościnnie)
- 2002–2005: Jedenasta godzina (The Eleventh Hour) jako Nathan Halpern (gościnnie)
- 2002–2004: Jeremiah jako doktor Sean Alexander (gościnnie)
- 2002–2006: Dziwne przypadki w Blake Holsey High (Strange Days at Blake Holsey High) jako Jack Avenir (gościnnie)
- 2001–2004: Pokolenie mutantów (Mutant X) jako Carl (gościnnie)
- 2001–2004: Oblicza zbrodni (Blue Murder) jako Phil Green (gościnnie)
- 2000–2005: Queer as Folk jako Wielebny Tom Higginbottom (gościnnie)
- 1998–1999: Nieśmiertelna (Highlander: The Raven) jako Riley Del Deegan
- 1997–2001: Nikita (La Femme Nikita) jako Sullivan Bates (gościnnie)
- 1997–2002: Ziemia: Ostatnie starcie (Earth: Final Conflict) jako doktor Fuchs/Stephen (gościnnie)
- 1996–2000: Czynnik PSI (PSI Factor: Chronicles of the Paranormal) jako Corbin Dean (gościnnie)